# Símbolo de clasificación de casco
La Armada de Estados Unidos, la Guardia Costera de Estados Unidos y la Administración Nacional Oceánica y Atmosférica usan símbolos de clasificación de casco (algunas veces llamados códigos de casco o números de casco) para identificar los tipos de buques y cada buque individual dentro de cada tipo en servicio de cada institución. El sistema es de alguna forma análogo al sistema de números de gallardete usado por la Armada Real y algunas otras armadas de Europa y de la Mancomunidad (19 en total).

## Historia
La Armada de Estados Unidos comenzó a asignar Números de Identificación de Registro Naval únicos a su buques en la década de 1890. El sistema era uno simple en cada buque recibía un número que era agregado a su tipo de buque, totalmente deletreado y agregado entre paréntesis después del nombre del buque cuando era necesario para evitar una confusión entre buques. Bajo este sistema, por ejemplo, el acorazado Indiana era el USS Indiana (Acorazado n.º 1), el crucero Olympia era el USS Olympia (Crucero n.º 6), etcétera. Comenzando en el año 1907, algunos buques también eran referidos alternativamente por códigos de una sola letra o de tres letras, por ejemplo, el USS Indiana (Acorazado n.º 1) podía ser referido como el USS Indiana (B-1) y el USS Olympia (Crucero n.º 6) también podía ser referido como el USS Olympia (C-6), mientras que el USS Pennsylvania (Crucero Blindado n.º 4) podía ser referido como el USS Pennsylvania (ACR-4). Sin embargo, más que reemplazarlo, estos códigos coexistían y eran usados en forma indistinta con el sistema más viejo hasta que el sistema moderno fue instituido el 17 de julio de 1920.
El Servicio de Cúteres de Ingresos de Estados Unidos, que se fusionó con el Servicio de Salvavidas de Estados Unidos en enero de 1915 para forma la moderna Guardia Costera, comenzó a seguir el liderazgo de la Armada en la década de 1890, cuando sus cúteres tenían números entre paréntesis llamados Números de Identificación de Registro Naval a continuación de sus nombres, por ejemplo el (Cúter n.º 1), etc. Esto se mantuvo hasta que el moderno sistema de clasificación de casco se introdujo en el año 1920, que incluyó a los buques y lanchas de la Guardia Costera.
Durante la Primera Guerra Mundial, la Armada de Estados Unidos adquirió grandes cantidades de buques y naves privados y comerciales para ser usados como botes de patrulla, naves de guerra de minas y varios tipos de buques auxiliares navales, algunos de los cuales con nombres idénticos. Para poder hacer un seguimiento de todos ellos, la Armada les asignó números de identificación únicos. Aquellos considerados apropiados para el trabajo de patrulla recibieron números de patrullero de sección (en inglés: Section Patrol, SP), mientras aquellos destinados a otros propósitos recibieron "números de identificación", generalmente abreviado como "Id. No." o "ID"; durante su carrera algunos de los buques y naves cambiaron de un número SP a un número ID o viceversa y a algunos de los buques y naves a las que se asignaron números en anticipación de un servicio naval nunca fueron adquiridos por la Armada. La secuencia de numeración SP/ID era unificada y continua, sin que el número SP se repitiera en los números ID o viceversa de tal forma que no podía existir, por ejemplo, tanto un "SP-435" y un "Id. No. 435". Los números SP e ID eran usados entre paréntesis después del nombre del buque o bote para identificarlo; aunque este sistema es anterior al sistema de clasificación de casco moderno y sus números no eran denominados en esa época como "códigos de casco" o "números de casco", era usado en una forma similar al actual sistema y puede ser considerado su precursor.

## El sistema de clasificación de casco moderno

### Armada de Estados Unidos
La Armada de Estados Unidos instituyó su sistema de clasificación de casco moderno el 17 de julio de 1920, desechando los números de patrullero de sección, "números de identificación" y los otros sistemas de numeración descritos en el punto anterior. En el nuevo sistema, todos los símbolos de clasificación de casco tienen al menos dos letras; para los tipos básicos el símbolo es la primera letra del nombre del tipo, doblado, excepto para los portaaviones.
La combinación del símbolo y el número de casco identifican en forma única a un buque de la Armada. Un buque fuertemente modificado o reasignado a otro propósito pueden recibir un nuevo símbolo, ya sea reteniendo el número de casco o recibiendo uno nuevo. Por ejemplo, el crucero USS Boston, equipado con cañones, fue convertido a un crucero lanzamisiles, cambiando el número de casco a CAG-1. También, el sistema de símbolos ha cambiado un número varias veces desde que fue introducido en el año 1907 y desde que se instituyó el sistema moderno en el año 1920, y por eso algunas veces los símbolos de los buques cambiaron sin que nada físico se hubiera hecho en ellos.
Los números de casco son asignados por clasificación. Se permite la duplicación entre, pero no al interior de, las clasificaciones. De ahí que existiera el CV-1, que era el portaaviones USS Langley y el BB-1, que era el acorazado USS Indiana.
Los tipos y clasificaciones de buques han variado a través de los años y muchos de los símbolos listados más adelante actualmente no se encuentran en uso. El Registro de Buques de Guerra mantiene una base de datos en línea de los buques de la Armada de Estados Unidos la que muestra cuales son los símbolos que están en uso actualmente.
Después de la Segunda Guerra Mundial y hasta el año 1975, la Armada de Estados Unidos definía una fragata como un tipo de buque de guerra de superficie más grande que un destructor y más pequeño de un crucero; en otras armadas, un buque de ese tipo era generalmente referido como destructor líder, de ahí el uso por parte de la Armada de Estados Unidos de la sigla "DL" para "fragata" previo a 1975, mientras que "fragata" para las otras armadas eran buques más pequeños que los destructores y más parecidos a lo que la Armada de Estados Unidos denomina un destructor de escolta, escolta oceánica o "DE". La reclasificación de buques de 1975 de la Armada de Estados Unidos de cruceros, fragatas y escoltas oceánicas alineó las clasificaciones usadas por la Armada de Estados Unidos con las clasificaciones de los otros países, y al menos cosméticamente, desde el punto de vista de terminología, eliminó la percepción de la brecha de cruceros con la Armada Soviética al redesignar las previas "fragatas" como "cruceros".

### Guardia Costera de Estados Unidos
Si el símbolo de clasificación de casco de un buque comienza con "W", es que pertenece a un buque de la Guardia Costera de Estados Unidos. Hasta el año 1965, la Guardia Costera usaba los códigos de clasificación de casco de la Armada de Estados Unidos, agregando al inicio una "W". En el año 1965, se retiraron algunos de las clasificaciones de la Armada menos apropiadas a la misión de la Guardia Costera y esta desarrolló unos nuevos códigos propios, el más notable es el WHEC por Cúter de gran autonomía y WMEC por Cúter de autonomía media.

### Comando de Transporte Marítimo Militar
Si la clasificación de casco de un buque comienza con "T-", este buque pertenece al Comando de Transporte Marítimo Militar, y tiene principalmente una tripulación civil y es un United States Naval Ship (USNS) en servicio no comisionado en oposición a un   United States Ship (USS) que es comisionado.

## Administración Nacional Oceánica y Atmosférica
La Administración Nacional Oceánica y Atmosférica (en inglés: National Oceanic and Atmospheric Administration, NOAA), una dependencia del Departamento de Comercio de Estados Unidos, también usa un sistema de símbolos de clasificación de casco para su flota y que también denomina "números de casco". En su sistema, la flota NOAA está dividida en dos amplias categorías, los buques de investigación y los buques de levantamiento topográfico. Los buques de investigación, que incluyen buques de investigación oceanográfica y pesquería, reciben números de casco que comienzan con "R", mientras que los buques de levantamiento topográfico, generalmente los buques de levantamiento hidrográfico, reciben números de casco que comienzan con "S". La letra es seguida por un número de tres dígitos; el primer dígito indica la "clase" NOAA (el tamaño) del buque, que la NOAA asigna basado en el tonelaje bruto y la potencia del buque, mientras que los dos siguientes dígitos se combinan con el primer dígito para crear un número de identificación único de tres dígitos para el buque en cuestión.
Generalmente, cada número de casco NOAA es escrito con un espacio entre la letra y el número de tres dígitos, como por ejemplo: NOAAS Nancy Foster (R 352) o NOAAS Thomas Jefferson (S 222).
Una vez que un buque NOAA más viejo deja el servicio, uno más nuevo puede recibir el mismo número de casco, por ejemplo el "S 222" fue asignado al NOAAS Mount Mitchell (S 222) y luego asignado al NOAAS Thomas Jefferson (S 222), que entró al servicio de la NOAA después que el Mount Mitchell fue retirado.

## Códigos de clasificación de casco de la Armada de Estados Unidos
El sistema de designaciones alfanuméricas de los buques de la Armada de Estados Unidos, y los números de casco asociados a ellos, por varias décadas han sido un método único de clasificar buques de todos los tipos: buques de guerra, buques auxiliares y naves de distrito. Aunque ha cambiado en detalle y se ha expandido a través de los años, esencialmente este sistema permanece siendo el mismo como cuando fue formalmente implementado en el año 1920. Es una herramienta muy útil para organizar y mantener un registro y seguimiento de los buques, y también proporciona la base para los números de identificación pintados sobre las proas y a menudo las popas de la mayoría de los buques de la Armada de Estados Unidos.
Las raíces de la designación del buque y del número de casco se extienden hasta finales de la década de 1880, cuando fueron asignados los números de serie de tipo de buque a la mayoría de los buques de guerra de construcción nueva de la emergente "Armada de Acero". Durante el curso de los siguientes treinta años, los mismos números fueron combinados con códigos de inventario usados por los oficinistas de la Armada para crear una versión informal del sistema que empezó a funcionar en el año 1920. Un uso limitado de números de buques se puede seguir hasta incluso más atrás, siendo los más destacados son los "cañoneros de Jefferson" (en inglés: Jeffersonian Gunboats) de principios de la década de 1800 y los cañoneros ribereños "Tinclad" del Escuadrón Mississippi de la Guerra Civil.
Es importante comprender que las letras usadas como prefijos para los números de casco no son acrónimos y no deberían ser considerados sin cuidado como abreviaciones de las clasificaciones de tipos de buques. De tal forma, "DD" no significa nada más que "Destructor". "SS" simplemente significa "Submarino". Y "FF" es el código de tipo posterior al año 1975 para "Fragata".
Los códigos de clasificación de casco para los buques en servicio activo en la Armada de Estados Unidos son controlados por la Orden 5030.8A del Secretario de la Armada.

### Buques de guerra
Los buques de guerra están diseñados para participar en operaciones de combate.
El origen de los códigos de dos letras se deriva de la necesidad de distinguir los varios subtipos de cruceros.
| Crucero    | Acorazado             | CA |
| Crucero    | Grande                | CB |
| Crucero    | De Batalla            | CC |
| Crucero    | Ligero                | CL |
| Crucero    | Portaviones           | CV |
| Destructor | Buque                 | DD |
| Destructor | Destructor de Escolta | DE |

#### Tipos de portaaviones
Los portaaviones son buques diseñados principalmente para el propósito de conducir operaciones de combate mediante el uso de aviones que atacan blancos aéreos, de superficie, submarinos y costeros. Al contrario de la creencia popular, el símbolo de clasificación de casco "CV" no es por "Carrier Vessel" (en castellano: Buque Transporte). La designación de "CV" originalmente fue derivada de los cruceros, dado que los portaaviones se veían como una extensión de las misiones de control y denegación marítima. La designación de "V" para aparatos más pesados que el aire viene del verbo francés voler (volar). Desde el año 1935, "CV" ha sido un símbolo de clasificación de casco unitario de dos letras que significa "portaaviones". Los portaaviones ha usado dos secuencias: la primera secuencia va desde el CV-1 USS Langley hasta los últimos buques de la época actual, y la segunda secuencia, la de "CVE" para los portaaviones de escolta, que iba desde el CVE-1 Long Island al CVE-128 Okinawa antes de ser discontinuada.
- AV: Portahidroaviones (retirado)
- AVG: Transporte auxiliar de aviones (Portaaviones de escolta) (1941–2)
- AVD: Destructor portahidroaviones (retirado)
- AVP: Portahidroaviones, Pequeño (retirado)
- AVT (i) Transporte Auxiliar de Aviones (retirado)
- AVT (ii) Portaaviones Auxiliar de Entrenamiento (retirado)
- ACV: Portaaviones auxiliar (Portaaviones de escolta) (1942)
- CV(V):[7] Portaaviones de Flota (1921–1975), Portaaviones Multi-propósito (1975 - a la actualidad)
- CVA: Portaaviones, Ataque (categoría fusionada con la de CV, 30 de junio de 1975)
- CVAN: Portaaviones, Ataque, Propulsión nuclear (categoría fusionada con CVN, 30 de junio de 1975)
- CVB: Portaaviones, Grande (originalmente la clase USS Midway, categoría fusionada con CVA, 1952)
- CVE: Portaaviones de escolta (retirado) (1943 - retiro del tipo)
- CVHA: Portaaviones, Asalto con Helicópteros (retirado en favor de varios códigos de la serie de códigos de casco para buques de asalto anfibio)
- CVHE: Portaaviones, Helicóptero, Escolta (retirado)
- CVL: Portaaviones ligero (retirado)
- CV(N): Portaaviones de flota de operación nocturna (usado solo por el antiguo USS Enterprise (CV-6)[8][9])
- CVN: Portaaviones, Propulsión nuclear
- CVS: Portaaviones de guerra antisubmarina (retirado)
- CVT: Portaaviones, Entrenamiento (cambiado a AVT (Auxiliar))
- CVU: Portaaviones, Utilidad (retirado)
- CVG: Portaaviones, Misiles Guiados (retirado)

#### Tipos de barcos de guerra de superficie
Los buques de guerra de superficie son barcos que están diseñados principalmente para enfrentar a las fuerzas enemigas en alta mar. Los buques de guerra de superficie son principalmente acorazados, cruceros y destructores. Los acorazados están fuertemente armados y blindados; los cruceros en forma moderada; los destructores y buques de guerra más pequeños, en menor medida. Antes del año 1920, los buques eran llamados "<tipo> no. X", con el tipo pronunciado completamente. Comúnmente los tipos eran abreviados en las listas de buques como "B-X", "C-X", "D-X" etcétera: por ejemplo, antes del año 1920, el USS Minnesota (BB-22) habría sido llamado "USS Minnesota, Acorazado número 22" verbalmente y el "USS Minnesota, B-22" al escribirlo. Después del año 1920, el nombre del buque habría sido escrito y pronunciado como "USS Minnesota (BB-22)". En general ordenado por tamaño de mayo a menor, los tipos son:
- B: Acorazado (anterior al año 1920)
- BB: Acorazado
- BBG: Acorazado, Misiles Guiados o Buque arsenal (solo teórico, nunca fue asignado)[Nota 1]
- BM: Monitor (1920 – retiro)

- ACR: Crucero blindado (anterior al año 1920)
- C: Crucero (anterior al año 1920 Cruceros Protegidos y Cruceros Pacificadores)
- CA: (primera serie) Crucero, Blindado (retirado, comprendiendo todos los cruceros protegidos y blindados anteriores al año 1920 sobrevivientes)
- CA: (segunda serie) Crucero pesado, categoría posteriormente cambiada a Crucero Cañonero (retirado)
- CAG: Crucero, Misiles Guiados (retirado)
- CB:  Crucero Grande (retirado)
- CBC: Crucero de Comando Grande (retirado, nunca usado operacionalmente)[Nota 2]
- CC: Crucero de batalla (retirado, nunca usado operacionalmente)[Nota 3]
- CC: (segundo uso) Buque de Comando (retirado)[Nota 4]
- CLC: Crucero de Comando[Nota 4]
- CG: Crucero, Misiles Guiados
- CGN: Crucero, Misiles Guiados, Propulsión Nuclear
- CL: Crucero ligero (retirado)
- CLAA: Crucero, Ligero, Antiaéreo (retirado)
- CLG: Crucero, Ligero, Misiles Guiados (retirado)
- CLGN: Crucero, Ligero, Misiles Guiados, Propulsión Nuclear (retirado)
- CLK: Crucero, Cazador-Asesino (abolido en el año 1951)[Nota 5]
- CM: Crucero-Minador (retirado)
- CS: Crucero Explorador (retirado)
- CSGN: Crucero de ataque Crucero, Ataque, Misiles Guiados, Propulsión Nuclear

- D: Destructor (anterior al año 1920)
- DD: Destructor
- DDC: Corbeta (propuesto brevemente a mediados de la década de 1950)[10]
- DDE: Destructor de escolta (no confundir con Escolta de Destructores, DE; un Destructor Escolta, DDE, era un Destructor DD, convertido para la guerra antisubmarina) (categoría abolida en el año 1962)
- DDG: Destructor, Misiles Guiados
- DDK: Destructor Cazador-Asesino (categoría fusionada con la DDE, 4 de marzo de 1950)
- DDR: Destructor, Piquete de Radar (retirado)

| - DE: Destructor Escolta (Segunda Guerra Mundial, más tarde se convirtió en Escolta oceánico) - DE: Escolta oceánico (abolida el 30 de junio de 1975) - DEG: Escolta Oceánico Misiles Guiados (abolida el 30 de junio de 1975) - DER: Escolta de Destructores Piquete de Radar (abolida el 30 de junio de 1975) | Existían dos tipos de DE, los Escolta de Destructores de la Segunda Guerra Mundial (algunos de los cuales fueron convertidos a DER) y las clases DE/DEG de postguerra, que eran conocidos como Escoltas Oceánicos a pesar de usar el mismo símbolo de tipo que los Escolta de Destructores de la Segunda Guerra Mundial. Todos los DE, DEG y DER fueron reclasificados como FF, FFG o FFR, el 30 de junio de 1975.                                                                  |
| - DL: Líder de Destructores (posteriormente Fragata) (retirado) - DLG: Fragata, Misiles Guiados (abolida el 30 de junio de 1975) - DLGN: Fragata, Misiles Guiados, Propulsión Nuclear (abolida el 30 de junio de 1975)                                                                                          | La categoría DL fue establecida en el año 1951 con la abolición de la categoría CLK. CLK 1 se convirtió en DL 1 y los DD 927-930 se convirtieron en DL 2-5. Hacia mediados de la década de 1950 el término Líder de Destructores había sido abandonado en favor de Fragata. Las mayoría de los DLG y DLGN fueron reclasificados como CG y CGN, el 30 de junio de 1975. Sin embargo, los DLG 6-15 se convirtieron en los DDG 37-46. Los viejos DL ya se habían ido para ese momento. |

- DM: Destructor, Minador (retirado)
- DMS: Destructor, Barreminas (retirado)

| - FF: Fragata (retirado) - PF: Fragata de Patrulla (retirado) - FFG: Fragata, Misiles Guiados - FFH: Fragata con helicóptero asignado - FFL: Fragata, Ligera - FFR: Fragata, Piquete de Radar (retirado) - FFT: Fragata (Reserva Entrenamiento) (retirado) | Las designaciones de FF, FFG y FFR fueron establecidas el 30 de junio de 1975 como nuevos símbolos de tipo para los ex DE, DEG y DER. Los primeros buques de construcción nueva en llevar la designación FF/FFG fueron las fragatas de la clase Oliver Hazard Perry (FFG-7). Están bajo producción una nueva serie de buques de guerra del tamaño de fragatas destinadas al combate en aguas someras en detrimento del desempeño dentro de un grupo de batalla: |

- PG: Cañonero de Patrulla (retirado)
- PCH: Nave de Patrulla. Hidroplano (retirado)
- PHM: Patrulla, Hidroplano, Misiles (retirado)

- K: Corbeta (retirado)

- LCS: Buque de combate litoral

- M: Monitor (1880–1920)

#### Tipos de submarinos
Los submarinos son tipos sumergibles autopropulsados (usualmente comienzan con "SS") no importando si son empleados como naves de combate, auxiliares o vehículos para la investigación y desarrollo que al menos tienen una capacidad de combate mínima. Mientras algunas clases, incluyendo todos los submarinos diésel-eléctricos, no se encuentran en servicio en la Armada de Estados Unidos, si son utilizadas por otras armadas del mundo los tipos SS, SSA, SSAN, SSB, SSC, SSG, SSM y SST. Con el advenimiento de los sistemas de propulsión independiente de aire (en inglés: Air Independent Propulsion/Power, AIP), tanto los SSI y SSP son usados para distinguir los tipos dentro de la Armada de Estados Unidos, pero se ha declarado al SSP como el término preferido. Los SSK, retirados por la Armada de Estados Unidos, y dentro de esta continúa siendo usado coloquialmente y se intercambia con SS para los submarinos de patrulla/ataque diésel-eléctricos, y más formalmente por la Armada Real y empresas británicas tales como el Jane's Information Group.
- SC: Submarino de Crucero (retirado)
- SF: Submarino de Flota (retirado)
- SM: Submarino Minador (retirado)
- SS: Submarino de Ataque[13]
- SSA: Submarino de Carga/Auxiliar
- SSAN: Submarino de Carga/Auxiliar, propulsión nuclear
- SSB: Submarino Lanzamisiles Balísticos
- SSBN: Submarino Lanzamisiles Balísticos, propulsión Nuclear
- SSC: Submarino Costero, sobre 150 toneladas
- SSG: Submarino Lanzamisiles Guiados
- SSGN: Submarino Lanzamisiles de Crucero, propulsión Nuclear
- SSI: Submarino de Ataque (Propulsión Diésel Independiente del Aire)[14]
- SSK: Submarino Cazador-Asesino/Antisubmarino (retirado)[15]
- SSM: Submarino Enano, bajo las 150 toneladas
- SSN: Submarino de Ataque, propulsión Nuclear
- SSNR: Submarino de Ataque Especial (¿propulsión Nuclear?)[16]
- SSO: Submarino petrolero (retirado)
- SSP: Submarino de Ataque (propulsión Diésel Independiente del Aire) (uso alternativo), previamente Submarino de Transporte
- SSQ: Submarino Auxiliar, Comunicaciones (retirado)
- SSQN: Submarino Auxiliar, Comunicaciones, Propulsión Nuclear (retirado)[17]
- SSR: Submarino Piquete de Radar (retirado)
- SSRN: Submarino Piquete de Radar, propulsión Nuclear (retirado)
- SST: Submarino de Entrenamiento

| - AGSS: Submarino Auxiliar - AOSS: Submarino Petrolero (retirado) - ASSP: Submarino de Transporte (retirado) - APSS: Submarino de Transporte (retirado) - LPSS: Submarino de Transporte Anfibio (retirado) - SSLP: Submarino de Transporte (retirado) | SSP, ASSP, APSS y LPSS eran todos el mismo tipo, que fueron redesignados a través de los años. |

- IXSS: Submarinos Varios Sin Clasificar
- MTS:  Buque de Entrenamiento Atracado (Plataforma de Escuela de Entrenamiento Prototipo Nuclear de la Armada; SSBN reacondicionado)

#### Tipos de naves de combate de patrulla
Los buques de combate de patrulla son naves cuya misión puede extenderse más allá del servicio costero y cuyas características incluyen una adecuada autonomía y navegabilidad en alta mar, proporcionando una capacidad para operaciones que exceden las 48 horas en alta mar sin necesidad de apoyo. Estos incluyen a las Fuerzas Ribereñas/Armada de aguas café durante la Guerra de Vietnam. Pocos de estas naves se encuentran en servicio hoy en día.
- PBR: Bote de Patrulla, Rivereño, Armada de Aguas Café (Pibber o PBR-Vietnam)
- PC: Patrulla Costera, originalmente Cazasubmarinos
- PCF: Lancha Patrullera, Rápida; Bote Rápido, Armada de Aguas Café (Vietnam)
- PE: Bote Eagle de la Primera Guerra Mundial
- PF: Fragata de la Segunda Guerra Mundial, basada en la clase River británica.
  - PFG: Designación original de la USS Oliver Hazard Perry (FFG-7)
- PG: Cañonero, posteriormente Patrullero de combate
- PGH: Patrulla de combate, Hidroala
- PHM: Patrulla, Lanzamisiles Hidroala
- PR: Patrulla, Ribereño, tal como el USS Panay (PR-5)
- PT: Motor Torpedo Boat (Segunda Guerra Mundial)
- PTG: Cañonero Patrulla Torpedero
- Monitor: un bote ribereño pesadamente artillado, Armada de Aguas Café (Vietnam)
- ASPB: Bote Patrulla de Apoyo al Asalto, "Alpha Boat", Armada de Aguas Café; también usado como un barreminas ribereño (Vietnam)
- PACV: Patrulla, Aerodeslizador, Armada de Aguas Café (Vietnam)
- SP: Patrulla de sección, usado como bote patrulla, bote minador y algunos otros tipos (Primera Guerra Mundial, retirado en el año 1920)

#### Tipos de naves de guerra anfibia
Las naves de guerra anfibia incluyen a todos los buques que tienen una capacidad orgánica para la guerra anfibia y que tienen características que le permiten operaciones de larga duración en alta mar. Existen dos clasificaciones de naves: los buques de guerra anfibia que son construidos para cruzar los océanos y las lanchas de desembarco que están diseñadas para llevar tropas desde los buques a la playa durante una invasión.
Buques
- AKA: Buque Carguero de Ataque (cambiado a LKA en 1969)
- APA: Transporte de Ataque (cambiado a LPA en 1969)
- APD: Transporte de alta velocidad (Destructores o Destructores Escolta convertidos) (cambiado a LPR en 1969)
- AGC: Buque Insignia de Fuerza Anfibia (cambiado a LCC en 1969)
- LCC: Buque de Comando Anfibio
- LHA: Buque de Asalto Anfibio de Propósito General también conocido como Asalto por helicópteros para desembarco (en inglés: Landing Helicopter Assault)
- LHD: Buque de Asalto Anfibio Multi-Propósito también conocido como Landing Helicopter Dock (en castellano: Muelle para Helicópteros para Desembarco)
- LKA: Buque de carga anfibio también llamado Buque de Carga de Ataque (fuera de servicio)
- LPA: Transporte Anfibio
- LPD: Muelle de Transporte Anfibio
- LPH: Landing Platform Helicopter (en castellano: Plataforma de Helicópteros para Desembarco)
- LPR: Transporte de alta velocidad
- LSD: Landing Ship, Dock (en castellano: Buque de Desembarco, Muelle)
- LSH: Landing Ship, Heavy (en castellano: Buque de Desembarco, Pesado)
- LSIL: Landing Ship, Infantry (Grande) (en castellano: Buque de Desembarco, Infantería) (previamente LCIL)
- LSL: Buque de Desembarco, Logística
- LSM: Buque de Desembarco, Medio
- LSM(R): Buque de Desembarco, Medio (Lanzacohetes)
- LSSL: Buque de Desembarco, Auxiliar (Grande) (previamente LCSL)
- LST: Buque de Desembarco, Tanques
- LSV: Buque de Desembarco, Vehículos

Lanchas de desembarco
- LCA: Landing Craft, Assault (en castellano: Lancha de desembarco, asalto)
- LCAC: Landing Craft Air Cushion (en castellano: Lancha de desembarco aerodeslizante)
- LCFF: (Flotilla Flagship) (en castellano: Buque Insignia de Flotilla)
- LCH: Landing Craft, Heavy (en castellano: Lancha de Desembarco, Pesada)
- LCI: Landing Craft, Infantry (en castellano: Lancha Desembarco, Infantería), clasificación de la época de la Segunda Guerra Mundial modificada adicionalmente por
  - (G) – Gunboat (en castellano: Cañonero)
  - (L)- Large (en castellano: Grande)
  - (M)- Mortar (en castellano: Mortero)
  - (R) – Rocket (en castellano: Lanzacohetes)
- LCL: Landing Craft, Logistics (Reino Unido) (en castellano: Lancha de Desembarco Logística)
- LCM: Landing Craft, Mechanized (en castellano: Lancha de Desembarco, Mecanizada)
- LCP: Landing Craft, Personnel ((en castellano: Lancha de Desembarco, Personal)
- LCPA: Landing Craft, Personnel, Air-Cushioned (en castellano: Lancha de Desembarco, Personal, Aerodeslizador)
- LCS(L): Landing Craft, Support (Large) cambiado a LSSL en 1949 (en castellano: Lancha de Desembarco, Auxiliar (Grande))
- LCT: Landing Craft, Tank (de la época de la Segunda Guerra Mundial) (en castellano: Lancha de Desembarco, Tanques)
- LCU: Landing Craft, Utility (en castellano: Lancha de Desembarco, Utilitaria)
- LCVP: Landing Craft, Vehicle and Personnel (en castellano: Lancha de Desembarco, Vehículos y Personal)
- LSH: Landing Ship Heavy (Real Armada Australiana) (en castellano: Buque de Desembarco Pesado)

#### Tipos de buques de logística de combate
Son buques que tienen la capacidad de proporcionar reabastecimiento en alta mar a las unidades de la flota.
- AC: Carbonero (retirado)
- AE: Buque de Transporte de Municiones
- AF: Buque de Transporte de Víveres (retirado)
- AFS: Buque de combate de transporte de víveres
- AKE: Granelero Avanzado
- AKS: Buque General de Transporte de Víveres
- AO: Petrolero de Flota
- AOE: Buque Rápido de Apoyo al Combate
- AOR: Buque de aprovisionamiento logístico
- AW: Buque de Destilación (retirado)

#### Tipos de buques para guerra de minas
Los buques para guerra de minas son aquellas embarcaciones cuya función principal es la de guerra de minas en alta mar.
- AM: Barreminas
- AMb: Barreminas de puerto
- AMc: Barreminas Costero
- AMCU: Localizador de minas subacuáticas
- MSO: Barreminas, Oceánico
- MSC: Barreminas, Costero
- MCM: Buque de Contramedidas contra Minas
- MCS: Buque de Contramedidas contra Minas de Apoyo
- MH(C)(I)(O)(S): Cazaminas, (Costero) (Aguas Interiores) (Oceánico) (Cazador y Barredor, General)
- CM: Crucero Minador (Grande)
- CMc: Minador Costero
- MLC: Minador Costero
- DM: Minador de Alta Velocidad (destructor convertido)
- DMS: Barreminas de Alta Velocidad (destructor convertido)

#### Tipos de buques de defensa costera
Los buques de defensa costera son aquellos cuya función primaria es la de patrullaje costero e interdicción.
- FS: Corbeta
- PB: Bote Patrulla
- PBR:  Bote Patrulla, Ribereño
- PC: Patrullero, Costero
- PCE: Patrullero, Escolta
- PCF: Patrullero, Rápido, (Bote Rápido)
- PF: Fragata, en un rol similar al de corbeta de la Mancomunidad durante la Segunda Guerra Mundial
- PG: Patrullero Cañonero
- PGM: Cañonero Motorizado (cambiado a PG en el año 1967)
- PR: Patrullero, Ribereño
- SP: Patrullero de Sección

#### Tipos de buques para apoyo logístico móvil
Los buques de apoyo logístico móvil tienen la capacidad de proporcionar apoyo material directo a otras unidades desplegadas lejos de sus puertos de base.
- AD: Buque nodriza de destructores
- AGP: Buque nodriza de botes patrulla
- AR: Buque taller de reparación
- AS: Buque nodriza de submarinos
- AVP: Buque nodriza de hidroaviones

### Tipos de buques auxiliares
Un buque auxiliar está diseñado para operar en una variedad de roles de apoyo a buques de combate y otras operaciones navales.
- AN: Buque posa redes
- ARL: Buque ligero auxiliar de reparaciones buque de reparaciones de embarcaciones ligeras o de lanchas de desembarco (de la época de la Segunda Guerra Mundial, fuera de comisión)
- ATF: Remolcador de Flota de Alta Mar
- AGHS: Buque de Apoyo de Patrulleros - Oceánico o Aguas Interiores

#### Tipos dedirigibles
Los dirigibles son vehículos aéreos más livianos que el aire con una estructura rígida que contiene el gas que los hace flotar, estos principalmente eran usados para labores de patrullaje antisubmarino, escolta de convoyes y exploración. Los blimp son dirigibles con una estructura no rígida para contener el gas. Ambos pueden controlar sus movimientos en forma similar a un avión.
- ZMC: Dirigible de revestimiento metálico
- ZNN-G: Blimp clase G
- ZNN-J: Blimp clase J
- ZNN-L: Blimp clase L
- ZNP-K: Blimp clase K
- ZNP-M: Blimp clase M
- ZNP-N: Blimp clase N
- ZPG-3W: Blimp patrullero de vigilancia
- ZR: Dirigible Rígido
- ZRS: Dirigible Rígido Explorador

### Tipos de buques de apoyo
Los buques de apoyo no están diseñados para participar en combate y generalmente no se encuentran equipados con armamento. Para los buques con tripulaciones civiles (de propiedad u operados por el Comando de Transporte Marítimo Militar y la Administración Marítima), se utiliza el prefijo T- colocado al frente de su clasificación de casco.

#### Tipos de buques de apoyo
Los buques de apoyo están diseñados para operar en alta mar en una variedad de condiciones para proporcionar apoyo general ya sea a fuerzas de combate o a instalaciones basadas en la costa. Estos incluyen buques auxiliares más pequeños que, por la naturaleza de sus deberes, deben alejarse de las aguas interiores.
- ACS: Buque grúa Auxiliar
- AG: Auxiliares Varios
- AGDE: Escolta Oceánico de Pruebas
- AGDS: Buque de Apoyo para Sumersiones Profundas
- AGER: Buque de Investigación Ambiental
- AGF: Buque de comando Misceláneo
- AGFF: Fragata de pruebas
- AGM: Buque de Instrumentación para Polígonos de Misiles
- AGOR: Buque de Investigación Oceanográfica
- AGOS: Buque de Vigilancia Oceánica
- AGS: Buque de levantamiento topográfico
- AGSS: Submarino Auxiliar de Investigaciones
- AGTR: Buque de investigación técnica
- AH: Buque Hospital
- AK: Buque de carga
- AKR: Buque de carga para vehículos
- AKS: Buque almacén de artículos
- AOG: Tanquero de gasolina
- AOT: Petrolero transporte
- AP: Transporte
- ARC: Buque de reparaciones de cables (véase también Posa cables)
- APL: Embarcación para barracas
- ARL: Buque de Reparaciones Pequeño
- ARS: Buque de salvataje
- AS: Buque nodriza de submarinos
- ASR: Buque de rescate de submarinos
- AT: Remolcador de Alta Mar
- ATA: Remolcador de alta mar Auxiliar
- ATF: Remolcador de Alta Mar de Flota
- ATLS Buque Lanzador de Drones
- ATS: Buque de salvataje y rescate
- AVB: Buque de Apoyo Logístico para la Aviación
- AVT: Buque Auxiliar para Entrenamiento de Apontaje de Aviones
- ID o Id. No.: Buque civil puesto en servicio para tareas auxiliares, usado en forma indiscriminada para grandes buques con capacidad de navegación de alta mar de todas clases y para embarcaciones costeras y de aguas interiores (Primera Guerra Mundial; retirado en el año 1920)

#### Tipos de embarcaciones de servicio
Las embarcaciones de servicio son embarcaciones subordinadas a la Armada (incluyendo a las no autopropulsadas) diseñadas para proporcionar apoyo general ya sea a las fuerzas de combate o las instalaciones basadas en la costa. El sufijo "N" se refiere a las variantes sin autopropulsión.
- AB: Buque Grúa
- AFDB: Dique seco Flotante Auxiliar Grande
- AFDL: Dique Seco Flotante Auxiliar Pequeño
- AFDM: Dique Seco Flotante Auxiliar Mediano
- APB: Buque Barracas Autopropulsado
- APL: Embarcación Barracas
- ARD: Dique Seco Auxiliar para Reparaciones
- ARDM: Dique Seco Auxiliar para Reparaciones Mediano USS Oak Ridge (ARDM-1)
- ATA: Remolcador de Alta Mar Auxiliar
- DSRV: Vehículo de Rescate de Sumersión Profunda
- DSV: Vehículo de Sumersión Profunda
- JUB/JB : Gabarra Alzadora
- NR: Vehículo Sumergible de Investigación
- YC: Barcaza abierta
- YCF: Barcaza para vagones de ferrocarril
- YCV: Barcaza para Transporte de Aviones
- YD: Grúa Flotante
- YDT: Buque Nodriza de Buceadores
- YF: Barcaza cubierta
- YFB: Transbordador
- YFD: Dique Seco Flotante de Astillero
- YFN: Barcaza Cubierta (sin autopropulsión)
- YFNB: Barcaza Cubierta Grande (sin autopropulsión)
- YFND: Embarcación de Acompañamiento de Dique Seco (sin autopropulsión)
- YFNX: Barcaza (propósitos especiales) (sin autopropulsión)
- YFP: Barcaza Flotante Motorizada
- YFR: Barcaza Cubierta Refrigerada
- YFRN: Barcaza Cubierta Refrigerada (sin autopropulsión)
- YFRT: Buque nodriza de polígonos
- YFU: Embarcación de Uso General Portuaria
- YG: Barcaza Basurera
- YGN: Barcaza Basurera (sin autopropulsión)
- YH: Bote Ambulancia/Embarcación de Apoyo Médico Pequeño/a
- YLC: Embarcación de Reflotamiento de Salvataje
- YM: Draga
- YMN: Draga (sin autopropulsión)
- YNG: Embarcación portera
- YNT: Posa redes
- YO: Barcaza Petrolera
- YOG: Barcaza Gasolinera
- YOGN: Barcaza Gasolinera (sin autopropulsión)
- YON: Barcaza Petrolera (sin autopropulsión)
- YOS: Barcaza para Almacenamiento de Petróleo
- YP:  Patrullera, Entrenamiento
- YPD: Hincador de Pilotes Flotante
- YR: Taller Flotante
- YRB: Barcaza de Reparaciones y Atraque
- YRBM: Barcaza de Reparaciones, Atraque y Rancho
- YRDH: Dique Seco Flotante Taller (Casco)
- YRDM: Dique Seco Flotante Taller (Maquinaria)
- YRR: Barcaza de Reparaciones Radiológicas
- YRST: Buque Nodriza de Salvataje
- YSD: Grúa Derrick para Naufragio de Hidroaviones
- YSR: Barcaza de Remoción de Lodo
- YT: Remolcador Portuario (posteriormente la embarcación se le asignaron las clasificaciones de YTB, YTL o YTM)
- YTB: Remolcador portuario Grande
- YTL: Remolcador Portuario Pequeño
- YTM: Remolcador Portuario Mediano
- YTT: Embarcación para Pruebas de Torpedos
- YW: Barcaza Cisterna (Agua)
- YWN: Barcaza Cisterna (Agua) (sin autopropulsión)
- ID o Id. No.: Buque civil puesto en servicio para tareas auxiliares, usado indiscriminadamente para buques con capacidad de navegación en alta mar de todas clases y para embarcaciones costeras y de aguas interiores (Primera Guerra Mundial; retirado en el año 1920)
- IX: Unidad Miscelánea Sin Clasificar
- X: Embarcación Sumergible
- "ninguna": Para honrar su estado histórico único, el USS Constitution, previamente IX 21, fue reclasificada a "ninguna" a partir del 1 de septiembre de 1975.

### Embarcaciones de la Guardia Costera de Estados Unidos
Previo al año 1965, los buques de la Guardia Costera de Estados Unidos usaban las mismas designaciones que las de los buques de guerra, pero precedidas por una letra "W" para indicar su uso por la Guardia Costera.
- CG: todas los buques de la Guardia Costera en la década de 1920 (retirado)
- WAGB: Rompehielos clase Polar de la Guardia Costera
- WAVP: Barco nodriza de alta mar para hidroaviones de la Guardia Costera (retirado en la década de 1960)
- WDE: Escoltas de destructores de alta mar de la Guardia Costera (retirado en la década de 1960)
- WHEC: Cúteres de Gran Autonomía de la Guardia Costera
- WIX: Barca Eagle de la Guardia Costera
- WLB: Barco nodriza para boyas de la Guardia Costera
- WLBB: Barco nodriza de alta mar para boyas/rompehielos de la Guardia Costera
- WLM: Barco nodriza costero para boyas de la Guardia Costera
- WLI: Barco nodriza de aguas interiores para boyas de la Guardia Costera
- WLIC: Barco nodriza de aguas interiores para construcciones de la Guardia Costera
- WLR: Barco nodriza ribereño para boyas de la Guardia Costera
- WMEC: Cúteres de Autonomía Media de la Guardia Costera
- WMSL: Cúter de Seguridad Marítima de la Guardia Costera, Grande (referidos como Cúteres de Seguridad Nacional)
- WPC: Patrullero de la Guardia Costera - posteriormente reclasificado como WHEC
- WPB: Patrulleros de la Guardia Costera
- WPG: Cañonero de alta mar de la Guardia Costera (retirados en la década de 1960)
- WTGB: Remolcador de la Guardia Costera (rompehielos de 140 pies (43 m))

### Designaciones temporales
Las Designaciones de la Armada de Estados Unidos (Temporales) son una forma de designación de buques de la Armada de Estados Unidos, ideadas con el propósito de ser usados para la identificación temporal. Tales designaciones ocurren usualmente durante períodos de movilización repentina, tal como el ocurrió previo y durante la Segunda Guerra Mundial o la guerra de Corea, cuando fue determinado que una repentina necesidad temporal surgía para un buque para el cual no existía una designación oficial de la Armada.
Durante la Segunda Guerra Mundial, por ejemplo, se requisaron o compraron una variedad de embarcaciones comerciales por parte de la Armada de Estados Unidos para poder cubrir los requerimientos urgentes por la guerra. Un yate comprado por la Armada de Estados Unidos durante el inicio de la Segunda Guerra Mundial podría parecer deseable para la Armada y cuyo uso para esta embarcación no podía ser totalmente desarrollado o explorado al momento de la compra.
Por otro lado, una embarcación de la Armada de Estados Unidos, tal como el yate en el ejemplo anterior, ya comisionado o en servicio, podría ser deseable, o encontrado útil, para otra necesidad o propósito para el cual no existiría una designación oficial.
- IX: Buque Auxiliar Misceláneo Sin Clasificar, por ejemplo el yate Chanco adquirido por la Armada de Estados Unidos el 1 de octubre de 1940. Fue clasificado como un barreminas el AMc-5, pero en vez, fue usado principalmente como un bote patrulla frente a la costa de Nueva Inglaterra. Cuando llegó otra asignación, no se pudo determinar como clasificar a la embarcación, y fue redesignada como IX-175 el 10 de julio de 1944.
- IXSS: Submarinos Misceláneos Sin Clasificar, tales como el USS Cod (IXSS-224), el USS Angler (IXSS-240) y el USS Croaker (IXSS-246).
- YAG: Embarcación de Servicio Auxiliar Miscelánea, tal como el USS George Eastman (YAG-39), USS Butternut (YAG-60) y USS Christiana (YAG-32) anteriormente era conocido como IX-80.

Otras numerosas embarcaciones de la Armada de Estados fueron lanzadas con una designación temporal o nominal tales como la YMS o PC, dado que no se podía determinar, en el momento de la construcción, para lo que deberían ser usadas. Muchas de estas embarcaciones estaban en la clase de 150 pies (46 m) a 200 pies (61 m) de longitud equipadas con potentes motores, cuya función podían ser de un barreminas, bote patrulla, cazasubmarinos, portahidroaviones, remolcador o alguna otra función. Una vez que su propósito, o capacidad, era encontrada o determinada, tales embarcaciones eran reclasificadas con designación final.

## Códigos de casco de la Administración Nacional Oceánica y Atmosférica
- R: Buques de Investigación (en inglés: Research ships), incluyendo buques oceanográficos y de investigación pesquera
- S: Buques Cartográficos (en inglés: Survey ships), incluyendo buques de levantamiento hidrográficos